# Anchusa hispida
Anchusa hispida är en strävbladig växtart som beskrevs av Forsskal. Anchusa hispida ingår i släktet oxtungor, och familjen strävbladiga växter. Inga underarter finns listade i Catalogue of Life.